# یوکو آراکیدا
یوکو آراکیدا (انگلیسی: Yuko Arakida؛ ‏زادهٔ ۱۴ فوریهٔ ۱۹۵۴ – درگذشتهٔ ۱۶ سپتامبر ۲۰۲۴) یک بازیکن والیبال اهل ژاپن بود.